# Ogg123
En computación, ogg123 es un reproductor de audio en línea de comandos para Unix y los sistemas operativos basados en este (incluyendo Linux y NetBSD) que reproducen Ogg Vorbis, Ogg Speex y FLAC.

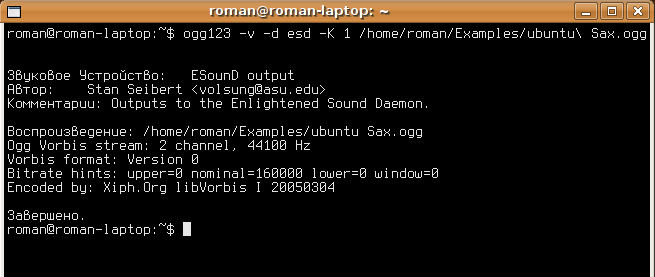

ogg123 es parte de la herramienta de paquete de software vorbis.